# Lacrimispora aerotolerans
Lacrimispora aerotolerans es una bacteria grampositiva del género Lacrimispora. Fue descrita en el año 2020. Su etimología hace referencia a tolerancia al aire. Anteriormente conocida como Clostridium aerotolerans. Es anaerobia estricta, móvil por flagelación perítrica y formadora de esporas. Tiene un tamaño de 0,4-0,6 μm de ancho por 1,5-3,0 μm de largo. Forma colonias lisas y convexas. Se ha aislado del rumen de ovejas. 